# 説明文法
説明文法（せつめいぶんぽう）とは、規範文法や記述文法に対する用語である。
日本語処理においては記述文法が形態素解析に大きく関わるのに対し、説明文法は構文解析に関わる。

## 概要
かつては「日本語は曖昧かつ非・論理的な言語だ」「日本語には文法がない」「日本語には主語がない」といった主張があった。
日本語は主要な印欧語(とはいっても英語)とは違って、述語からみた文法格は語順では示されず、格助詞などによって示されるため、英文法における理論が通用しづらい点がある。
「日本語には主語がない」というのも、おそらくは「主語が多くの場合省略される」「主格を表す格助詞が存在しない（『は』『が』はとりたて詞とされる）」などの理由によるほか、「学校教育における規範的な正書法」が示されなかったという理由もあるらしい。

## 理論
説明文法のひとつとしては、フランスの数学者ルネ・トムの『ことばのカタストロフィー』があり、述語が要求する文法格はたかだか四つであり、かつ述語からみて一意であろう、と述べられている。
実際に「私はラーメンを餃子をチャーハンを食べる」は不自然であり、「私はラーメンと餃子とチャーハンを食べる」のように「ラーメンと餃子とチャーハン」を一つの「個物」として表現するのが自然である。「私はラーメンを餃子をさっきチャーハンを食べた」はより不自然だが「私はラーメンと餃子とチャーハンをさっき食べた」「私はさっきラーメンと餃子とチャーハンを食べた」「さっき私はラーメンと餃子とチャーハンを食べた」はどれも不自然ではない。